# Striłka 133 km
Striłka 133 km (ukr. Стрілка 133 км) – przystanek kolejowy w miejscowości Tarnopol, w obwodzie tarnopolskim, na Ukrainie. Położony jest na linii Szepetówka – Tarnopol.